# Gesellschaft für Fotografie
Die Gesellschaft für Fotografie ist ein eingetragener Verein, dessen Ziel die Förderung der Fotografie als künstlerisches Ausdrucksmittel ist.
Die Gesellschaft für Fotografie (GfF) ging aus der als Nachfolgerin der Zentralen Kommission Fotografie des Kulturbunds der DDR am 24. März 1982 gegründeten Gesellschaft für Fotografie des Kulturbunds der DDR hervor und wurde 1990 in Berlin neu als Verein gegründet. Die GfF ist Mitglied im Nachfolgeverein des Kulturbundes der DDR, dem Kulturbund e.V.
Die GfF sieht sich als Organisation von an der Fotografie Interessierten, sowohl aus dem Bereich der Berufsfotografie als auch insbesondere der Amateurfotografie, die sie als Teil der Alltagskultur und der künstlerischen Bildung versteht. Zur Förderung der Beschäftigung mit der Fotografie werden nationale und internationale Wettbewerbe, Ausstellungen und Workshops veranstaltet.
- 100 Bilder des Jahres (Einsendeschluss jeweils am 15. Februar des Folgejahres)
- Internationale Barnack-Biennale
- Porträtfotoschau Deutschlands

Zur Förderung der Jugendarbeit werden Fotoferien und -kurse für Kinder und Jugendliche veranstaltet.

## Struktur
Eigene Landesverbände bestehen bisher in den östlichen Bundesländern, wobei der Sächsische Fotoverband e. V. rechtlich eigenständig und korporatives Mitglied der GfF ist. Gegenwärtig ist Hans-Jürgen Horn Präsident der Gesellschaft.